# Jacek Weksler
Jacek Weksler (ur. 28 maja 1950) – polski filolog, reżyser teatralny i menedżer, w latach 2010–2011 podsekretarz stanu w Ministerstwie Kultury i Dziedzictwa Narodowego.

## Życiorys
Ukończył filologię klasyczną na Uniwersytecie Wrocławskim. Kształcił się także na studiach menedżerskich w Szkole Głównej Handlowej w Warszawie. Eksternistycznie uzyskał uprawnienia reżyserskie.
Od lat 70. związany z wrocławskim Teatrem Współczesnym. W latach 80. założył Teatr Wędrujący. Od 1975 zajmował stanowisko asystenta dyrektora, a następnie od 1980 do 1984 zastępcy dyrektora Teatru Współczesnego. Był także m.in. dyrektorem Festiwalu Polskich Sztuk Współczesnych. W latach 1990–2000 pełnił funkcję dyrektora naczelnego i artystycznego Teatru Polskiego we Wrocławiu. Podtrzymał działalność tej jednostki po pożarze siedziby teatru w styczniu 1994.
Od 1999 do 2004 był dyrektorem Teatru Telewizji, zainicjował organizację festiwalu "Dwa Teatry". Zaangażował się w utworzenie stacji telewizyjnej TVP Kultura, której był pierwszym dyrektorem. Pełnił również funkcję doradcy prezesa TVP Andrzeja Urbańskiego. Obejmował różne funkcje w organizacjach branżowych, tj. Stowarzyszenie i Unii Polskich Teatrów.
Po odejściu z TVP został dyrektorem Biura Teatru i Muzyki w urzędzie m.st. Warszawy, a następnie szefem gabinetu politycznego ministra kultury Bogdana Zdrojewskiego. 2 sierpnia 2010 powołany na stanowisko podsekretarza stanu w Ministerstwie Kultury i Dziedzictwa Narodowego. 20 czerwca 2011 został szefem biura programowego TVP, odchodząc w związku z tym ze stanowiska w administracji rządowej. Zatrudnienie w TVP zakończył we wrześniu 2012, a w sierpniu 2013 został powołany na stanowisko pełnomocnika prezydenta Wrocławia ds. ESK Wrocław 2016 w Warszawie.

## Odznaczenia
W 2013 odznaczony przez prezydenta Bronisława Komorowskiego Krzyżem Oficerskim Orderu Odrodzenia Polski. W 2000 odznaczony Złotym Krzyżem Zasługi.